# 刺稈莎草
刺稈莎草（学名：Cyperus surinamensis）又名苏里南莎草，为莎草科莎草屬下的一个种。种名 surinamensis 意为“苏里南的”。